# Mahdi (nome)
Mahdi  è un nome proprio di persona arabo e persiano maschile; è scritto مهدي in arabo e مهدی (reso anche come Mehdi) in persiano.

## Origine e diffusione
Riprende un sostantivo arabo che vuol dire "[il] guidato" o "[il] giustamente guidato". Nella forma Al-Mahdi (comprendente l'articolo), è un epiteto di Maometto.

## Persone
- Mahdi Abdul-Rahman, cestista e allenatore di pallacanestro statunitense
- Mahdi al-Khalissi, leader religioso sciita iracheno
- Mahdi Al-Ragdi, giocatore di calcio a 5 saudita
- Mahdi Kamel, calciatore iracheno
- Mahdi Karim, calciatore iracheno
- Mahdi Redha, allenatore di calcio emiratino

### Variante Mehdi
- Mehdi Baala, atleta francese
- Mehdi Bazargan, politico iracheno

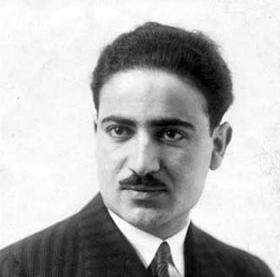
Mehdi Bazargan

- Mehdi Ben Barka, politico marocchino
- Mehdi Benatia, calciatore marocchino
- Mehdi Carcela-González, calciatore belga naturalizzato marocchino
- Mehdi Charef, scrittore e regista francese
- Mehdi Kamrani, cestista iraniano
- Mehdi Karrubi, politico e religioso iraniano
- Mehdi Meskar, attore italiano di origini marocchine